# Suede

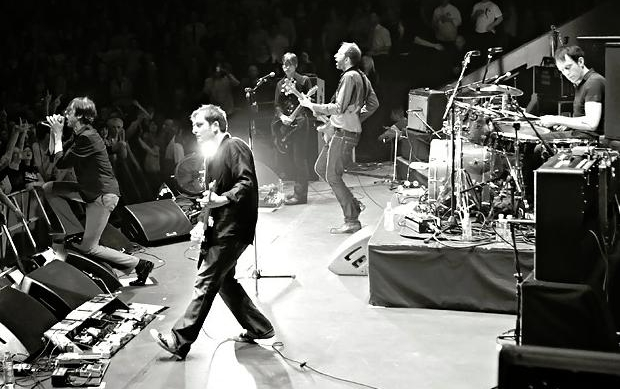
Suede in de Royal Albert Hall in 2010

Suede is een Engelse alternatieve rockband uit Londen rond zanger Brett Anderson. De band was vooral populair in het Britpoptijdperk.

## Biografie

### Beginperiode
Suede ontstond in 1989 in Londen toen Brett Anderson en Mat Osman een advertentie in het muziekblad NME plaatsten en gitarist Bernard Butler daarop reageerde.
Suede trad aanvankelijk op met gitariste Justine Frischmann (die de naam verzon en een relatie had met Anderson) en een haperende drumcomputer.      
Op zoek naar een echte drummer werd Justin Welch gerekruteerd; hij hield het echter maar zes weken vol. Met ex-Smiths-drummer Mike Joyce werd de single Be My God opgenomen; deze stond gepland voor oktober 1990, maar het resultaat viel dusdanig tegen dat alle 500 geperste exemplaren werden vernietigd. De samenwerking met Joyce kreeg geen vervolg; als ervaren muzikant vond hij dat Suede een eigen identiteit moest ontwikkelen, en zijn aanwezigheid zou de band alleen maar schade berokkenen.
Een paar ep's en diverse drummers later werd Simon Gilbert aangetrokken als sticksman en tekende Suede een contract bij Nude (onderdeel van Sony). 
De band ging op tournee met Blur maar hield daar geen plezierige herinneringen aan over, vooral omdat Frischmann meer belangstelling toonde voor zanger Damon Albarn dan voor Anderson. Nadat ze uit Suede werd gezet zou Frischmann zelf succesvol worden door met Justin Welch de band Elastica op te richten.

### Titelloos debuutalbum
Op basis van de officiële debuutsingle The Drowners werd Suede in 1992 door Melody Maker uitgeroepen tot best new band in Britain; het haalde de 49e plaats in de Engelse hitlijsten. Tweede single Metal Mickey schopte het een half jaar later tot de top 20.
Begin 1993 verscheen het titelloze debuutalbum waarvan nog twee singles werden getrokken: Animal Nitrate (opgevoerd tijdens de Brit Awards) en So Young. De band won de Mercury Music Prize en werd tegen wil en dank tot de vaandeldragers van de Britpopscene gerekend.

### Dog Man Star
Begin 1994 verscheen de losse single Stay Together; de laatste met Bernard Butler die zich steeds meer van de band afzonderde. De redenen waren dat de gitarist zijn vader aan kanker had verloren en dat hij zich ook buiten Suede wilde profileren. Op 12 februari 1994 gaf Butler zijn laatste concert in Suede-verband en na een gastoptreden bij de Manic Street Preachers (waar hij The Drowners vertolkte) werd zijn vertrek in juli officieel bevestigd.
Nadat het tweede album Dog Man Star was uitgekomen werd de 17-jarige Richard Oakes als vervanger aangetrokken. Het album bracht drie singles voort: We Are The Pigs, The Wild Ones en New Generation. Dog Man Star haalde in Engeland de derde plaats maar mede door het vertrek van Butler verkocht het minder dan het debuutalbum, en zelfs Anderson noemde het gekscherend "Old Man's Bra".
Terwijl de Britpoprage in de zomer van 1995 op z'n hoogtepunt was hield Suede zich op de vlakte. Uitzondering daarop was de Robert Wyatt-cover Shipbuilding voor het Warchild-album; ook verleenden Anderson en Oakes hun medewerking aan twee nummers van de band Strangelove.

### Coming Up
In 1996 verscheen de cd Coming Up waarop ook Gilberts neef Neil Codling meespeelde. De eerste single Trash werd een topdriehit en bereikte in Nederland de tipparade. Opvolger Saturday Night viel op door de gelijkenis met Eric Claptons Wonderful Tonight. Bij een festivalconcert in 1997 verzorgde Justine Frischmann een gastoptreden tijdens de toegift.
In 1998 nam Suede Poor Little Rich Girl op voor een Noël Coward-tribute-album.

### Head Music en A New Morning
In 1999 verscheen Head Music waarvan het David Bowie-achtige She's In Fashion de grootste hit werd. De daarop volgende tournee zou geplaagd worden door onderbrekingen en afzeggingen doordat Codling aan chronische vermoeidheid leed.
In 2002 verscheen A New Morning; Codling verliet de band om gezondheidsredenen en werd vervangen door Alex Lee, die eerder in Strangelove speelde.

### Breuk
Eind 2003 kondigde Anderson aan dat hij aan een nieuwe uitdaging toe was en dat Suede voorlopig zou ophouden met muziek maken. In 2004 volgde het bericht dat Anderson opnieuw zou samenwerken met Butler, die hij bijna tien jaar niet meer had gesproken. Eind 2004 brachten ze een album uit als The Tears. Daarna bracht Anderson nog twee soloalbums uit.

### Reünie
In maart 2010 gaf Suede een reünieconcert in de Royal Albert Hall ten bate van van het Teenage Cancer Trust. Daarna volgde een tournee die aan het eind van het jaar Nederland aandeed en in de zomer van 2011 door Azië voerde. Ondertussen verscheen The Best of Suede.
In 2013 verscheen Bloodsports, het eerste album in elf jaar. Dragende single was It Starts and Ends with You. Het nummer Barriers werd voorafgaand aan de verschijning van het album als gratis download aangeboden.
Eind januari 2014 kondigde Anderson de opvolger aan; Night Thoughts verscheen pas twee jaar later en werd vergezeld van een speelfilm geregisseerd door Roger Sargent. Net als Bloodsports werd Night Thoughts goed ontvangen door pers en publiek. Tijdens de bijbehorende tournee werd eerst het album integraal gespeeld en daarna de hits, B-kantjes en rariteiten.
Op 5 juni 2018 verscheen de single The Invisibles als voorbode van het album Blue Hour dat 21 september 2018 uitkwam. 1 oktober begon Suede aan een tournee met een concert in Amsterdam.
In 2022 verraste Suede met Autofiction, het negende studioalbum van de band. Het is een back-to-basics-album vol zwevende gitaaranthems, grote en punchy refreinen en veel nostalgisch drama.
Op 8 december 2023 verscheen Autofiction Expanded met drie cd's. Basis is het album uit 2022 aangevuld met bonustracks en een extra liveplaat. Op dit album staat ook de track The Sadness in You, the Sadness in Me dat op 20 november 2023 als single was uitgebracht.

## Leden
Suede heeft door de jaren heen verschillende bezettingen gekend. De belangrijkste worden aangeduid met Mark I, II en III.
Suede Mark I 1992-1994
Brett Anderson (zang),
Bernard Butler (gitaar en piano),
Mat Osman (bas),
Simon Gilbert (drums)
Suede Mark II 1994-1999
Brett Anderson (zang),
Richard Oakes (gitaar en piano),
Mat Osman (bas),
Simon Gilbert (drums),
Neil Codling (keyboards en zang) (vanaf 1996)
Suede Mark III 1999-2003
Brett Anderson (zang),
Richard Oakes (gitaar en piano),
Mat Osman (bas),
Simon Gilbert (drums),
Alex Lee (keyboards, gitaar en zang)
Suede Mark IV 2009-present
Brett Anderson (zang),
Richard Oakes (gitaar en piano),
Mat Osman (bas),
Simon Gilbert (drums),
Neil Codling (keyboards en zang)

## Albums
- Suede (1993)
- Dog Man Star (1994)
- Coming Up (1996)
- Sci-Fi Lullabies (1997)
- Head Music (1999)
- A New Morning (2002)
- Singles (2003)
- The Best of (2010)
- Bloodsports (2013)
- Night Thoughts (2016)
- Blue Hour (2018)
- Autofiction (2022)
- Autofiction Expanded (2023)
- Antidepressants (2025)